# Maschane rubrina
Maschane rubrina är en fjärilsart som beskrevs av Felix Bryk 1953. Maschane rubrina ingår i släktet Maschane och familjen tandspinnare. Inga underarter finns listade i Catalogue of Life.